# Petrinja
Petrinja je mesto na Hrvaškem, ki upravno spada pod Siško-moslavško županijo.
Mesto leži ob rečici Petrinjčici blizu njenega izliva v Kolpo, okoli 13 kilometrov jugozahodno od Siska in 48 km jugovzhodno od Zagreba. Je največje mesto zgodovinsko-geografske pokrajine Banovine. Po popisu leta 2011 je Petrinja imela 15 683 prebivalcev, upravno območje mesta z okoliškimi naselji pa 24 671.
Decembra 2020 je območje stresel močan potres.

## Demografija
| Pregled števila prebivalcev po letih | Pregled števila prebivalcev po letih | Pregled števila prebivalcev po letih | Pregled števila prebivalcev po letih | Pregled števila prebivalcev po letih | Pregled števila prebivalcev po letih | Pregled števila prebivalcev po letih | Pregled števila prebivalcev po letih | Pregled števila prebivalcev po letih | Pregled števila prebivalcev po letih | Pregled števila prebivalcev po letih | Pregled števila prebivalcev po letih | Pregled števila prebivalcev po letih | Pregled števila prebivalcev po letih | Pregled števila prebivalcev po letih | Pregled števila prebivalcev po letih |
| ------------------------------------ | ------------------------------------ | ------------------------------------ | ------------------------------------ | ------------------------------------ | ------------------------------------ | ------------------------------------ | ------------------------------------ | ------------------------------------ | ------------------------------------ | ------------------------------------ | ------------------------------------ | ------------------------------------ | ------------------------------------ | ------------------------------------ | ------------------------------------ |
| 1857                                 | 1869                                 | 1880                                 | 1890                                 | 1900                                 | 1910                                 | 1921                                 | 1931                                 | 1948                                 | 1953                                 | 1961                                 | 1971                                 | 1981                                 | 1991                                 | 2001                                 | 2011                                 |
| 3222                                 | 4002                                 | 4478                                 | 4691                                 | 5379                                 | 5486                                 | 5541                                 | 5536                                 | 5221                                 | 5858                                 | 8065                                 | 12155                                | 15778                                | 18706                                | 13801                                | 15683                                |

## Naselja
Upravno področje mesta Petrinja obsega 55 naselij: Begovići, Bijelnik, Blinja, Brest Pokupski, Cepeliš, Čuntić, Deanovići, Dodoši, Donja Bačuga, Donja Budičina, Donja Mlinoga, Donja Pastuša, Donje Mokrice, Dragotinci, Dumače, Glinska Poljana, Gora, Gornja Bačuga, Gornja Mlinoga, Gornja Pastuša, Gornje Mokrice, Graberje, Grabovac Banski, Hrastovica, Hrvatski Čuntić, Jabukovac, Jošavica, Klinac, Kraljevčani, Križ Hrastovački, Luščani, Mačkovo Selo, Mala Gorica, Međurače, Miočinovići, Mošćenica, Moštanica, Nebojan, Nova Drenčina, Novi Farkašić, Novo Selište, Pecki, Petkovac, Petrinja, Prnjavor Čuntićki, Sibić, Slana, Srednje Mokrice, Strašnik, Stražbenica, Taborište, Tremušnjak, Veliki Šušnjar, Vratečko in Župić.